# Castell Llanddeiniolen
Castell Llanddeiniolen är ett slott i Storbritannien.   Det ligger i kommunen Gwynedd och riksdelen Wales, i den sydvästra delen av landet, 300 km nordväst om huvudstaden London. Castell Llanddeiniolen ligger 150 meter över havet.
Terrängen runt Castell Llanddeiniolen är kuperad åt sydost, men åt nordväst är den platt. Runt Castell Llanddeiniolen är det ganska glesbefolkat, med 45 invånare per kvadratkilometer. Närmaste större samhälle är Bangor, 6,7 km norr om Castell Llanddeiniolen. I omgivningarna runt Castell Llanddeiniolen växer i huvudsak blandskog.